# Павел Калпакчиев
Павел Димитров Калпакчиев е български индустриалец и революционер.

## Биография
Роден е през 1867 година в Етрополе. Построява и ръководи тухларна фабрика в Пловдив (1893 – 1925). Участник е в Илинденско-Преображенското въстание през 1903 г.
През 1907 г. Павел Калпакчиев дарява тухли за нова сграда на жп гарата в Пловдив. Построява „Бетонният мост“ над жп линията в Пловдив и подпомага финансово изграждането на църквата „Света Троица“ в града.
Умира в Пловдив през 1929 г.
Личният му архив се съхранява във фонд 1700К в Централен държавен архив. Той се състои от 28 архивни единици от периода 1923 – 1981 г.

## Дарителство
Подпомага със строителни материали и финансови средства построяването на:
- Сегашната сграда на Централна гара Пловдив, 1905-1908 г.
- Храм „Света Троица“, 1924 г.
- Храм „Свети Архангел Михаил“, 1928 г.
- Бетонният мост над жп линия Пловдив - Свиленград в Пловдив, 1929 г.